# Lauri Hussar
Lauri Hussar (sinh ngày 4 tháng 9 năm 1973) là nhà báo và chính khách người Estonia. Trước đây, ông từng giữ chức vụ làm Lãnh đạo Đảng Eesti 200 từ ngày 15 tháng 10 năm 2022 đến ngày 19 tháng 11 năm 2023. Hiện tại, ông đang giữ chức vụ làm Chủ tịch Nghị viện Estonia kể từ ngày 10 tháng 4 năm 2023.